# Leszek Szcześniak
 Leszek Szcześniak  (ur. 31 maja 1975 we Frampolu) – pułkownik Wojska Polskiego; dowódca Batalionu Reprezentacyjnego Wojska Polskiego (2014–2016); dowódca Pułku Reprezentacyjnego Wojska Polskiego (2018–2023); od 1 lutego 2023 pomocnik Dowódcy Garnizonu Warszawa ds. Ceremoniału Wojskowego.

## Przebieg służby wojskowej
W 1994 podjął studia wojskowe jako podchorąży w Wyższej Szkole Oficerskiej im. Tadeusza Kościuszki we Wrocławiu, które ukończył na Wydziale Inżynieryjnym w 1998 uzyskując dyplom inżyniera i był promowany na pierwszy stopień oficerski – podporucznika. W tym samym roku został skierowany służbowo do Warszawy, gdzie objął stanowisko dowódcy 3 plutonu 2 kompanii reprezentacyjnej WP (1998–2001), a następnie objął funkcję zastępcy dowódcy kompanii (2001–2004). W latach 2004–2007 dowodził 1 kompanią reprezentacyjną WP. W 2007 ukończył uzupełniające studia magisterskie w Akademii Obrony Narodowej na kierunku Zarządzania Organizacją. W tym samym roku został skierowany służbowo do Oddziału Spraw Reprezentacyjnych Dowództwa Garnizonu Warszawa, gdzie pełnił służbę na stanowisku młodszego specjalisty w Wydziale Zabezpieczenia Delegacji. W 2008 ukończył studia podyplomowe w Wyższej Szkole Zarządzania Personelem w Warszawie. Od 16 lipca 2010 pełnił obowiązki zastępcy dowódcy, a od 5 listopada 2012 czasowo dowódcy Batalionu Reprezentacyjnego WP w związku z wyjazdem dowódcy jednostki ppłk Wojciecha Erbela na misję do Afganistanu.
Z dniem 1 stycznia 2014 został wyznaczony na funkcję dowódcy Batalionu Reprezentacyjnego WP. W 2014 był współorganizatorem przedsięwzięć m.in.: 15-lecie wstąpienia Polski do NATO; 70. rocznica Powstania Warszawskiego i bitwy pod Monte Cassino. 11 marca 2015 podczas odprawy kierowniczej MON odebrał z rąk ministra obrony narodowej Tomasza Siemoniaka wyróżnienie tytułem honorowym „Przodujący Oddział Wojska Polskiego”. 20 maja 2015 w Centralnej Bibliotece Wojskowej w Warszawie podczas uroczystej gali finałowej jako X edycji konkursu „Lex et Patria” podsekretarz stanu w MON Beata Oczkowicz w obecności przedstawicieli kierowniczej kadry Sił Zbrojnych RP wręczyła pułkownikowi jako dowódcy jednostki nagrodę „Lex et Patria”. Wyróżnienie zostało przyznane w uznaniu zasług dla jego jednostki w sferze kształtowania praworządności i właściwego reagowania na przypadki naruszenia prawa podczas corocznego przedsięwzięcia, które jest organizowane przez Komendę Główną Żandarmerii Wojskowej i Ministerstwo Obrony Narodowej. 5 grudnia 2016 w obecności dowódcy Garnizonu Warszawa gen. bryg. Roberta Głąba przekazał obowiązki dowódcy ppłk Sebastianowi Cichoszowi, po czym objął stanowisko szefa wydziału szkolenia wojsk – zastępcy szefa szkolenia w DGW.
26 marca 2018 w Warszawie przed Grobem Nieznanego Żołnierza na placu Marszałka Józefa Piłsudskiego z okazji przeformowania Batalionu Reprezentacyjnego Wojska Polskiego w Pułk Reprezentacyjny Wojska Polskiego, wyznaczony przez ministra obrony narodowej Mariusza Błaszczaka na dowódcę nowej jednostki z dniem objęcia obowiązków 31 marca 2018, zameldował o jej sformowaniu dla dowódcy Garnizonu Warszawa gen. bryg. Robertowi Głąbowi. 31 marca 2019 w Warszawie przed Grobem Nieznanego Żołnierza prezydent RP - Zwierzchnik Sił Zbrojnych Andrzej Duda - wręczył mu sztandar ufundowany przez wojewodę mazowieckiego. W połowie grudnia 2020 wykryto u pułkownika koronawirusa SARS-CoV-2 i po leczeniu specjalistycznym, a następnie rehabilitacji powrócił w czerwcu 2021 do sprawowania obowiązków służbowych na stanowisku dowódcy Pułku Reprezentacyjnego WP. 1 lutego 2023 przekazał dowodzenie jednostką dotychczasowemu zastępcy dowódcy pułku, płk Marcinowi Kujawie, po czym objął funkcję pomocnika Dowódcy Garnizonu Warszawa ds. Ceremoniału Wojskowego. Od ponad 25 lat związany z jednostkami reprezentacyjnymi i organizacyjnymi (DGW) WP.

## Awanse
- podporucznik – 1998[1]

(...)
- pułkownik – 2018[21]

## Ordery, odznaczenia i wyróżnienia
- Wojskowy Krzyż Zasługi – 2019[22]
- Medal Milito pro Christo – 2023[18]
- Odznaka Honorowa PCK - 2004[23]
- Odznaka pamiątkowa Batalionu Reprezentacyjnego WP – 2014 (ex officio)
- Tytuł honorowy „Przodujący Oddział Wojska Polskiego” – 2015[7]
- Nagroda „Lex et Patria” – 2015[7]
- Medal „Św. Jan Paweł II – syn oficera Wojska Polskiego” – 2015[24]
- Złota Honorowa Odznaka Ułana Komarowskiego – 2016[25]
- Honorowa Odznaka Jeździecka PZJ – 2020[26]
- Medal „Pro Patria” – 2020[27]
- Odznaka pamiątkowa Pułku Reprezentacyjnego Wojska Polskiego – 2018 (ex officio)
- Krzyż XXX-lecia Ordynariatu Polowego – 2021[28]

i inne